# Bankett (möbel)

Bankett av gråvittmålad björk, 1777–1813.

Bankett, (från italienska banchetto, en diminutivform av ordet banco, "bord") är en sittmöbel för en person, försedd med två höga kortsidor och vanligen fyra ben.